# Hyalurga gabrielis
Hyalurga gabrielis är en fjärilsart som beskrevs av Felix Bryk 1953. Hyalurga gabrielis ingår i släktet Hyalurga och familjen björnspinnare. Inga underarter finns listade i Catalogue of Life.